# سهير عودة
سهير عودة (26 يناير 1963 -)، مطربة وممثلة أردنية.

## حياتها ونشأتها
من أب فلسطيني الأصل، وأم سعودية وعاشت طفولتها في السعودية ثم الكويت.

## مجال الغناء
بدأت مع فرقة ميراج بعام 1988 وقدمت معهم أغنيتين وهما:
- تقول أهواك
- صرخة

ثم انفصلت عن الفرقة وقدمت ألبوم غنائي مع زوجها السابق المطرب مصطفى شعشاعة وأشهر أغاني هذا الألبوم:
- مقدر أقولك
- وين أهلنا
- ما نسينا العشرة

وبعدها بدأت تغني منفرده ومن أغانيها:
- يا مدقدق
- ست العواصم أغنية وطنية
- شوقي سرى
- ريمكس أغاني: وتحتوي على مقاطع من أغانٍ مصرية مشهورة وهي: يا مسافر وحدك، ليالي الأنس، يا حبيبي تعالى، وياك، امتى حتعرف
- أنا قلبي دليلي

## غناء شارة مسلسل كرتون
لها مشاركة واحدة في غناء شارات الكرتون، وهي مقدمة المسلسل الكرتوني الشهير (سالي) وهي من كلمات موسى عمار، وصاغ اللحن الفنان وائل أبو نوار.
وفي مارس/2013 قامت بتقديم أغنية (سالي) بشكل مطور، وذلك تحت اشراف الموزع الموسيقي البحريني جمال القائد، كما قامت بتصويرها لصالح تلفزيون قطر، والتي عرضت لأول مرة في يوم الثلاثاء 25/2/2014 حصرياً على تلفزيون قطر ضمن فقرة تلفزيونية يومية تحت عنوان (أيام الطيبين).

## مجال التمثيل
لها مشاركات عديدة في التمثيل منها:
- جواهر الجزء الثالث
- عليوة والايام
- دعاه على أبواب جهنم
- صراخ الدفاتر العتيقة
- راس غليص النسخة الجديدة / الجزء الأول والثاني
- وين ماطقها عوجة
- توم الغرة
- بيارق العربا

## مجال الدوبلاج
شاركت الفنانة سهير في مجال الدوبلاج، فكان لها مشاركة في دبلجة المسلسل الكوري جوهرة القصر
أما من ناحية دبلجة الكرتون فقد شاركت في دبلجة عدّة أعمال، ومنها:
- التوأمان
- مغامرات باسل - الجزء الثاني
- القط التائه أو القط بيلي
- شامان كينج